# Wham-O

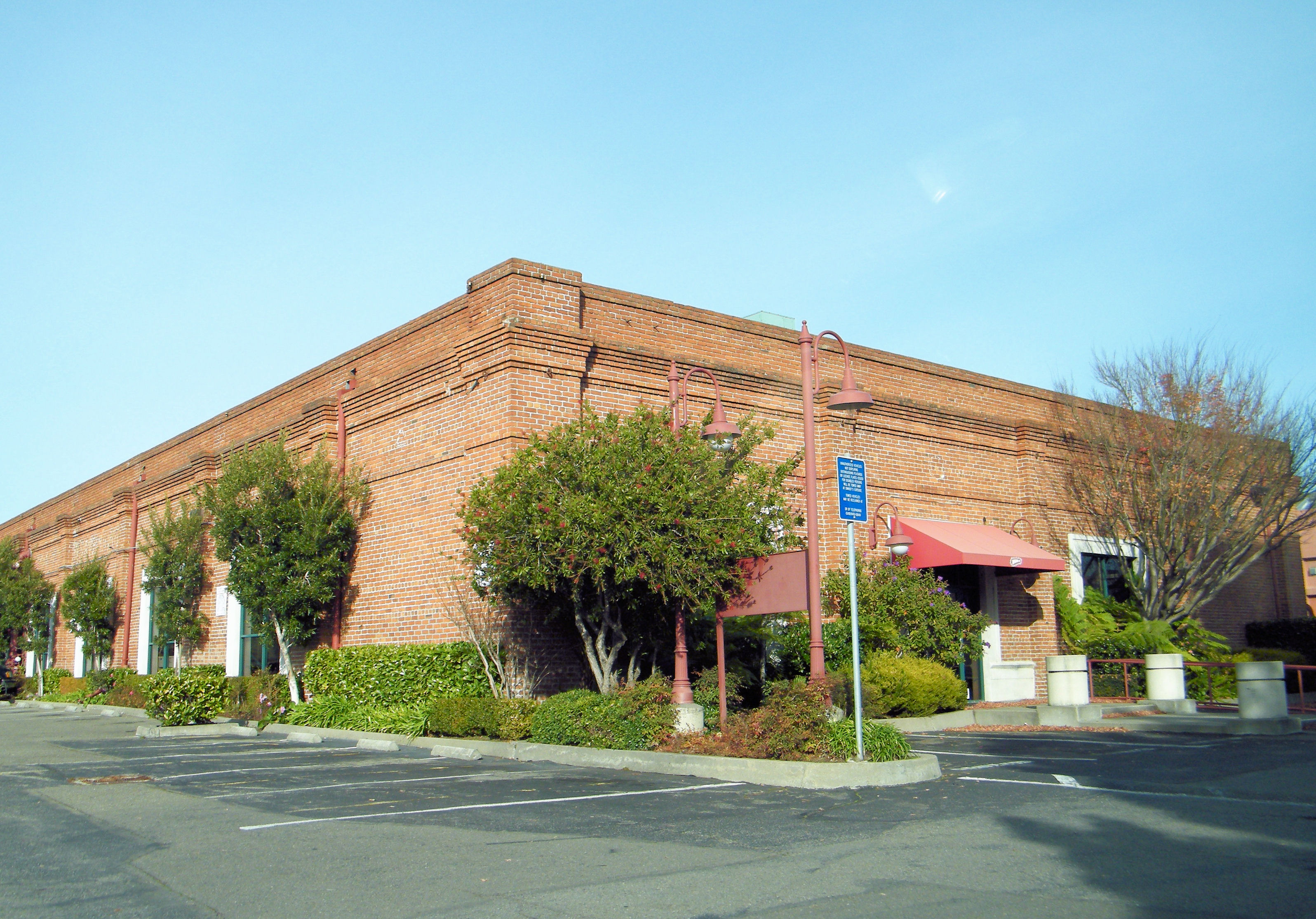
Het hoofdkantoor van Wham-O in Emeryville

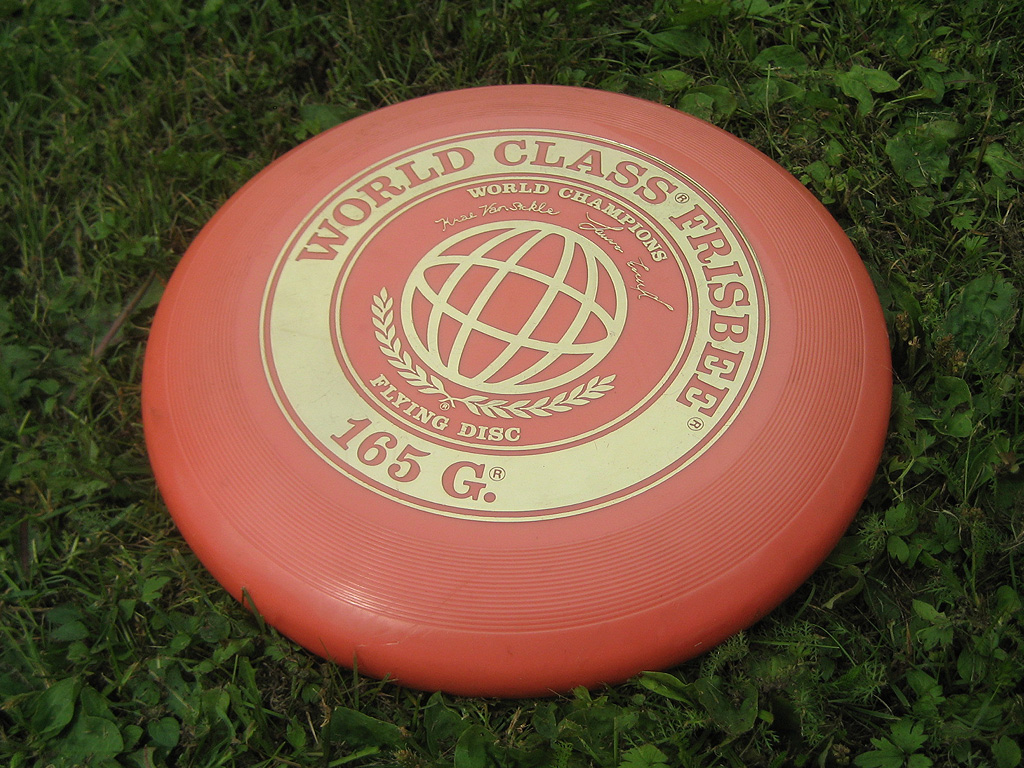
een frisbee gemaakt door Wham-O

Wham-O is een speelgoedbedrijf, gevestigd in Californië. Het vond onder meer de hoelahoep en de frisbee uit en introduceerde serpentinespray.
Wham-O begon als onafhankelijk bedrijf in 1948. In 1982 werd het gekocht door Bedrijven Groep de Kransco. In 1994, kocht Mattel Wham-O van Kransco. In 1997, werd Wham-O nogmaals onafhankelijk aangezien een groep investeerders het bedrijf van Mattel kocht.